# Karcinom Merklovih celic
Karcinom Merklovih celic (KMC) je primarni kožni nevroendokrini tumor. KMC je redka in agresivna kožna novotvorba brez izrazitih kliničnih značilnosti. Več kot polovica KMC se pojavi na glavi in vratu starejših ljudi, na področjih aktinično poškodovane kože. Najpogosteje se pojavi v okrog oči in ust. Teži k lokalnemu ponavljanju in zasevanju. Diagnoza se postavi na podlagi svetlobne mikroskopije in imunohistokemije. Zdravi se ga z lokalnim izrezanjem, obsevanjem in kemoterapijo. Oddaljeni zasevki kažejo na stanje, ki je skoraj vedno fatalno.

## Epidemiologija
Prvič so ga opisali leta 1972. V kliničnem pregledu, objavljenem leta 2011, so obravnavali 875 primerov. 47 %  jih je bilo v področju glave in vratu.
Letna incidenca KMC je 0,2–0,45/100.000. KMC je 100-krat redkejši kot maligni melanom. KMC je v porastu. Po analizi podatkovne baze SEER so leta 2005 poročali, da se je incidenca KMC med letoma 1986 in 2001 povečala za 3-krat.

## Etiopatogeneza
Merkove celice so ovalne ali okrogle oblike in ležijo v bazalni plasti pokožnice (epidermisa), vzporedno s površjem. Celični skupki so v področjih senzorične percepcije, kot so konice prstov, vrh nosu in taktilni dlačni folikli. Te celice sodelujejo pri modulaciji mehanorecepcije.
Pojavlja se na od sončnega sevanja poškodovanih mestih. Imunsko oslabljene osebe imajo večje tveganje za pojav KMC. To so osebe z aidsom in po presaditvah organov, kot so ledvice, pljuča in srce.
V genom rakavih Merklovih celic je integriran poliomavirus, ki je vpleten v patogenezo in napredovanje bolezni.

## Klinična slika
KMC se pogosto kaže kot hitro rastoča asimptomatska rdeče-modra dermalna papula ali vozlič (nodus). Razvija se lahko tedne ali mesece. Sum je redko postavljen pred biopsijo.

## Dignostika
Temeljna diagnostična metoda je aspiracijska biopsija s tanko iglo. KMC diagnosticiramo s svetlobno in elektronsko mikroskopijo,  imunohistokemijo in interfazno fluorescentno hibridizacijo in situ.
KMC spada med okroglocelične drobnocelične tumorje. Imunohistološko so prisotne nevronsko specifične enolaze. Merklove celice se obarvajo pri barvanju za citokeratine 8, 18 in 19. KMC je značilno pozitiven za citokeratin 20 in negativen za citokeratin 7. Nevroendokrina označevalca sinaptofizin in kromogranin A sta pozitivna v 50 do 70 % primerov. Označevalec CD 56 je pozitiven v več kot 90 % primerov. KMC je konsistentno negativen na TTF-1 (thyroid transcription factor 1).

## Diferencialna diagnoza
Diferencialnodiagnostične možnosti so drugi okroglocelični drobnocelični tumorji: limfom, metastatični nevroendokrini karcinomi visokega histološkega gradusa, bazaliom, epidermoidna cista, amelanotični melanom, bazaloid ali slabo diferenciran ploščatocelični karcinom.

## Stadij bolezni
Leta 2010 je Ameriško združenje za rak (AJCC) na podlagi podatkov več kot 4000 bolnikov uspelo priti do soglasja o klasifikaciji TNM za KMC.
Stadij se opredeli s pomočjo kirurških in radioloških metod.

## Zdravljenje
Zdravljenje KMC je kombinirano. Zdravimo jih s kirurgijo, radioterapijo in kemoterapijo. Tumorji so radio- in kemosenzitivni.

### Kirurško zdravljenje
Kirurško zdravljenje zajema kirurgijo lokalnega tumorja in področnih bezgavk. Pri lokalnem tumorju naj bi opravili široko ekscizijo z resekcijskim robom, širokim 1 cm.
Pri bolnikih s prizadetimi področnimi bezgavkami je potrebna disekcija teh bezgavk. Tretjina bolnikov s klinično neprizadetimi področnimi bezgavkami ima v njih mikrozasevke. Zato je morda smiselno odstranjevanje prve drenažne bezgavke. Napovedna dejavnika za zasevke v prvi drenažni bezgavki sta velikost tumorja in limfovaskularna invazija.
Samo prisotnost zasevka v prvi drenažni bezgavki ne vpliva na lokalno ponovitev in preživetje. Na lokalno ponovitev in preživetje močno vpliva limfovaskularna invazija.

### Radioterapija
Radioterapija (obsevanje) je osnovna metoda zdravljena KMC na mestih, kjer lokalni izrez (ekscizija) kozmetično ni sprejemljiva.
Adjuvantna radioterapija lahko zmanjša možnost za nastanek lokalne ponovitve za 3,7-krat.

### Kemoterapija
KMC je kemosenzitiven tumor. Kemoterapijo dobivajo bolniki z napredovalimi tumorji. Uporabljajo se pripravki platine in etopozida. Njen vpliv na preživetje (še) ni dokazan.

## Prognoza
Lokalna ponovitev se zgodi pri 44 % bolnikov, multipla lokalna ponovitev se zgodi pri 15 % bolnikov. Ponovitve se zgodijo znotraj 5 mesecev po zdravljenju primarne lezije.
Okrog 15 % bolnikov ima tipne bezgavke v času diagnoze. Zasevki v bezgavkah se eventualno razvijejo pri 55 % bolnikov, oddaljeni zasevki se razvijejo v 34 %. Večina zasevkov se razvije manj kot v 8 mesecih po postavitvi diagnoze.
Zasevki se najpogosteje pojavijo v jetrih, kosteh, možganih in pljučih. Oddaljeni zasevki so edini konsistenten napovedni dejavnik. Povprečen čas od najdbe oddaljenih zasevkov do smrtnega izida je 5 mesecev. Stopnja smrtnosti je od 75 do 100 %.
Stopnja smrtnosti bolnikov brez oddaljenih zasevkov je 4 %.